# John Fitzgerald Kennedy Jr.
John Fitzgerald Kennedy Jr. chiamato anche John John (Washington, 25 novembre 1960 – Martha's Vineyard, 16 luglio 1999) è stato un avvocato e giornalista statunitense.
È famoso soprattutto per essere stato il figlio minore del presidente John Fitzgerald Kennedy. Morì insieme alla moglie Carolyn Bessette e alla cognata Lauren Bessette in seguito a un incidente aereo, su un aeroplano che lui stesso pilotava al largo delle coste di Martha's Vineyard.

## Biografia
Figlio di John Fitzgerald Kennedy e Jacqueline Kennedy, nacque 17 giorni dopo l'elezione di suo padre alla presidenza.
John F. Kennedy Jr., visse sotto i riflettori sin dalla più tenera età, avendo trascorso la sua prima infanzia alla Casa Bianca. Il nomignolo "John-John" deriva da un malinteso del reporter che non aveva capito che Kennedy stava chiamando (ripetendo il nome "John" due volte in rapida successione) suo figlio. Suo padre venne assassinato il 22 novembre 1963, tre giorni prima del suo compleanno. Il saluto di John F. Kennedy Jr. alla bara del padre durante il funerale (avvenuto il giorno del suo terzo compleanno) divenne un'immagine iconica degli anni sessanta.

John Fitzgerald Kennedy Jr. (ultimo a destra) insieme a (da sinistra): Ted Kennedy, Ronald Reagan, Nancy Reagan, Jacqueline Onassis, Ethel Kennedy e Caroline Kennedy.

John Jr. crebbe nell'Upper East Side di Manhattan. Nonostante fosse ancora ragazzo, veniva spesso fotografato e citato con il suo soprannome nonostante questo non fosse stato mai usato in famiglia. Dopo la morte del padre, sua madre si risposò con il magnate greco Aristotele Onassis. Il matrimonio durò dal 1968 al 1975, quando Onassis morì. Il suo patrigno non giocò un particolare ruolo nella vita di John. Dai tre agli otto anni ricoprì il ruolo di figura paterna lo zio Robert Kennedy che fu vicino a Jackie, John e Caroline dopo la morte del fratello.

### Istruzione
John F. Kennedy Jr. frequentò la Collegiate School a New York per i primi dieci anni scolastici, e in seguito si diplomò alla Phillips Academy. In seguito si iscrisse alla Brown University ricevendo nel 1983 il diploma di laurea (bachelor) in Storia. Durante il periodo universitario, Kennedy fu membro della Phi Psi, un ramo ora inattivo dell'associazione Phi Kappa Psi. Nel 1989 si laureò in Giurisprudenza alla New York University School of Law. Fu bocciato due volte prima di passare al terzo tentativo.

### Carriera e matrimonio
Kennedy parlò durante il Congresso del Partito Democratico del 1988 ad Atlanta. Divenne in seguito avvocato, attivo a New York tra il 1989 e il 1993. Nel 1994 Kennedy acquista un loft nel quartiere Tribeca di New York (20 North Moore Street), dove inizialmente vive da solo e successivamente con Caroline Bessette. Nel 1995 fondò la rivista George, un mensile dove vennero pubblicati alcuni scoop sulla famiglia Kennedy e che cessò le pubblicazioni subito dopo la morte del fondatore. Nel 1987 fu eletto uomo vivente più sexy dalla rivista People. Dagli anni ottanta fino alla morte, John Kennedy fu un personaggio molto in vista a Manhattan. Il 21 settembre 1996 sposò Carolyn Bessette a Cumberland Island, in Georgia. Prima del suo matrimonio ebbe relazioni con Madonna, Sarah Jessica Parker e Daryl Hannah.

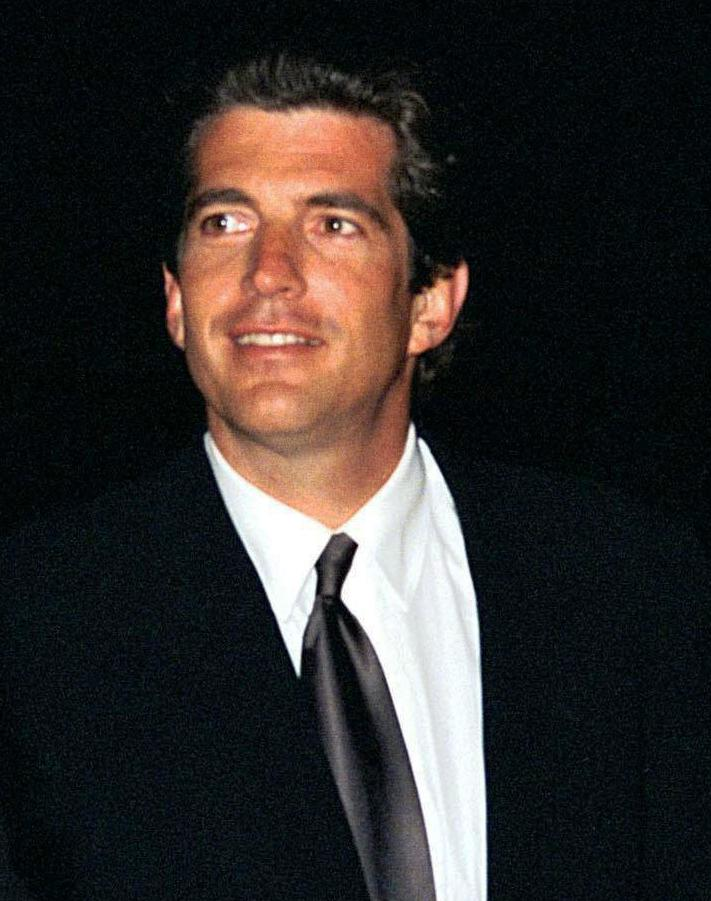
Kennedy Jr. nel 1998

### Morte
Il 16 luglio 1999, all'età di 38 anni, Kennedy morì assieme alla moglie e alla cognata Lauren Bessette, perché l'aereo che stava pilotando, N9253N, un Piper Saratoga II HP, precipitò nella notte nell'Oceano Atlantico. Il velivolo era partito dall'aeroporto della contea di Essex per raggiungere la residenza della famiglia Kennedy sull'isola di Martha's Vineyard, dove si sarebbe celebrato il matrimonio della cugina Rory Kennedy, per questo posticipato. Kennedy era un pilota con 310 ore di volo alle spalle, di cui solo 55 in volo notturno e 36 con il Piper Saratoga: aveva infatti portato a termine metà dei corsi di addestramento da pilota e non aveva ancora ricevuto il brevetto per il volo strumentale e quindi per pilotare di notte o in condizioni atmosferiche avverse. L'indagine della National Transportation Safety Board non trovò prove che l'incidente fosse avvenuto per un malfunzionamento e concluse che la probabile causa fosse stata l'incapacità del pilota nel mantenere il controllo dell'aereo. Ulteriori cause dell'incidente furono ascritte alla scarsa luce e alle cattive condizioni atmosferiche.
Durante la cerimonia funebre del 23 luglio, lo zio di Kennedy, il senatore democratico del Massachusetts Edward Kennedy, disse che «...speravamo che questo John Kennedy si sarebbe pettinato i capelli quando sarebbero diventati grigi, con la sua adorata Carolyn al suo fianco. Ma, come suo padre, gli si è dato tutto tranne una lunga vita». E quanto al matrimonio del nipote, ricordò ciò che aveva detto sulla presidenza del fratello: entrambi durarono 1.000 giorni. Il presidente degli Stati Uniti, Bill Clinton, suo amico, era presente alla cerimonia e ordinò di ammainare a mezz'asta la bandiera in cima alla Casa Bianca in onore di John F. Kennedy Jr.
Secondo un ordine del presidente, le navi da guerra della marina statunitense assistettero alle ricerche dell'aereo precipitato. Col permesso del segretario della Difesa William Cohen, venne celebrata una cerimonia funebre sulla nave della marina USS Briscoe. Le spoglie di Kennedy, della moglie e della cognata furono cremate e in seguito le ceneri furono sparse nell'Oceano Atlantico dalla costa dell'isola Martha's Vineyard. La famiglia Kennedy risarcì la famiglia Bessette, per evitare una possibile azione legale relativa all'incidente. Alla morte di John Kennedy Jr. è stata associata, come al tempo della morte del padre, una teoria del complotto, la maledizione dei Kennedy.